# Spilogona humeralis
Spilogona humeralis este o specie de muște din genul Spilogona, familia Muscidae, descrisă de Huckett în anul 1965. Conform Catalogue of Life specia Spilogona humeralis nu are subspecii cunoscute.